# 嚴島號防護巡洋艦
严岛号防护巡洋舰（日语：／ Itsukushima ?）是旧日本海軍的防护巡洋舰，為松岛级（日方正式名称“松岛型”）首舰。本舰设计时意图以小吨位舰艇装载大口径火炮，来抗衡当时清朝北洋艦隊的主力舰。本舰作为日本海军重要战力之一参加了甲午戰爭，日俄战争时期则退居二线，执行了辅助任务。服役后期先后用作海防舰和潜艇母舰，也曾作为训练船用过一段时间。
本舰得名自廣島縣安藝國名胜之一的严岛神社。松岛级三舰均取名自日本三景，因此三舰经常合称为“三景舰”。另外，本舰为日本海军第一艘以“严岛”为名的军舰，日后1929年下水的严岛号布雷舰继承了该名。

## 设计和概述

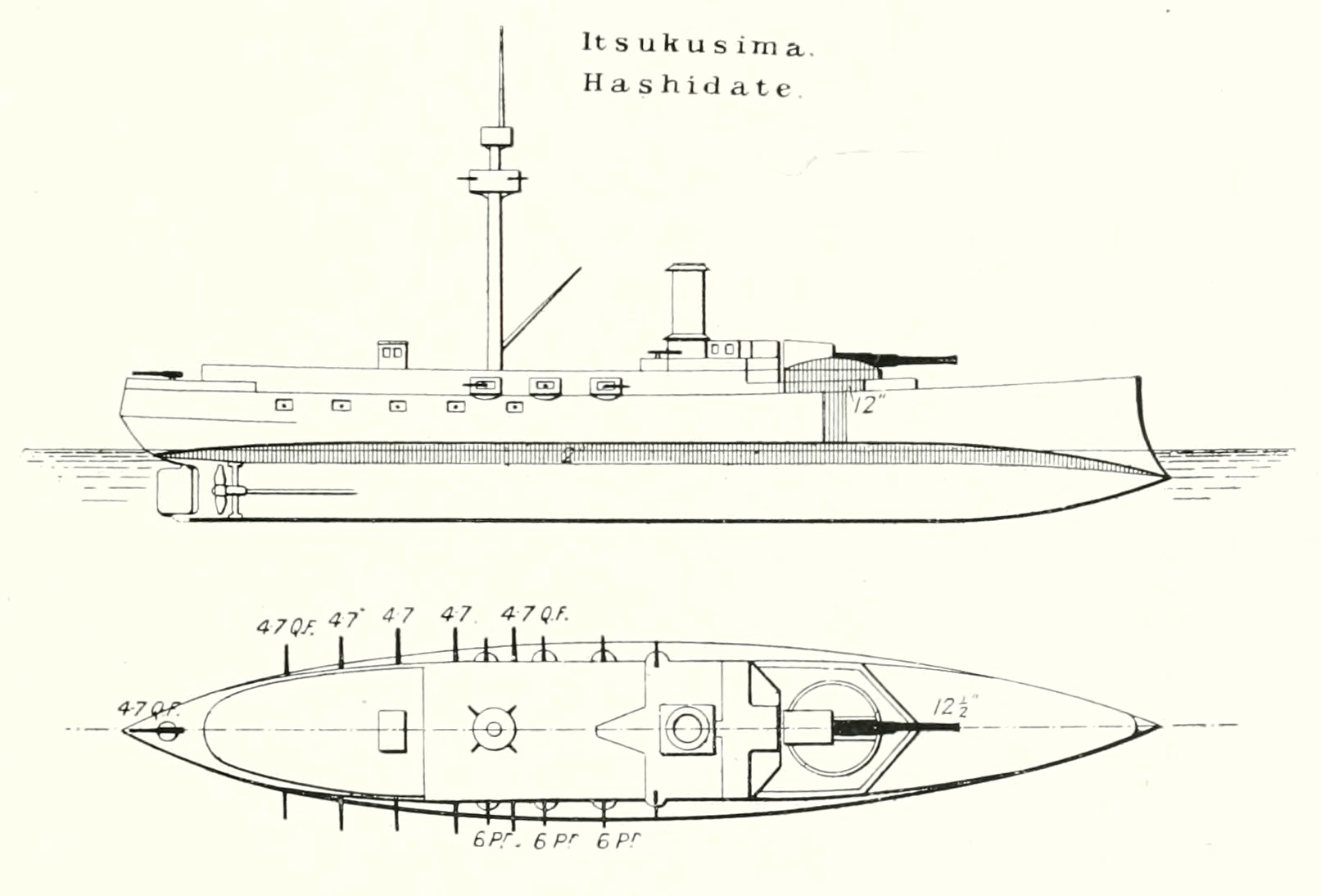
严岛号和桥立号的线图

十九世纪末期正是法国綠水學派风头正劲之时，其主要思想是提倡以造价低廉的小型快速舰艇来抗衡昂贵的铁甲舰。当时日本聘用的法国军事顾问、海军舰艇设计师白劳易也是这一理论的热心支持者。这一理论对于当时国力有限的日本尤为具有吸引力。日本的假想敌清朝当时最大的两艘定远级铁甲舰拥有着305毫米口径的火炮和355毫米的装甲，性能完全凌驾于同时期日本任何军舰；而日本尚无力建造同等程度的大型铁甲舰来与之抗衡，因此日本政府接受了白劳易的建议，在小吨位、轻防御的巡洋舰上搭载大口径火炮，希望能以此击败定远级。
本舰长89.9米、宽15.6米、吃水6.4米，设计吨位4140吨。舰体采用低碳钢、双层船底，共划分为94个舱室。主机为两台卧式三段膨胀式蒸汽机，设计时速16節（30每小時）。但本舰的适航性非常糟糕，加上频繁的锅炉漏气、腐蚀等问题，实际使用时最高航速只有14节左右。
本舰最主要的武装就是舰艏的加奈式320毫米后膛炮，由法国施耐德公司根据加奈式火炮的规范进行制造，内管为英国制造，外管为法国生产。最初设计人员打算采用42倍口径；但有关人员担心火炮过于庞大、转动时会影响军舰的平衡性，因此修改为38倍径（膛线长12160毫米）。主炮炮弹可选用450公斤实心穿甲弹或者350公斤开花弹，备弹60发，有效射程8000米，最大转角285度。主炮备有一个前部敞开式炮罩。整门火炮全重66吨，虽然稍有缩小，但转动时依然会引起舰体侧倾，高海况下根本不能转动；同时为了降低全舰重心，设计师布置了一个非常低矮的火炮甲板，这又导致了极为严重的上浪问题，使得适航性恶化。理论射速10分钟1发，但由于种种限制，实战中射速仅有1小时1发，完全没有达到预期目标。
本舰的副炮和轻火力也和姊妹舰松島不同。副炮为11门单装120毫米速射炮，其中10门安装在主甲板下方的炮房两侧，另外舰艉也有1门。每门炮备弹120发。轻武器包括哈奇开斯47毫米重型机关炮6门，47毫米轻型机关炮12门。鱼雷武器方面，本舰配备了4具鱼雷发射管，舰艏3具、舰艉1具；前后为固定式，两舷为旋转发射架。由于要在仅4000多吨的舰体上塞进如此多的武装，本舰严重超重，设计师被迫牺牲防护能力来降低重心。
本舰要害部位（如轮机舱、弹药库）以及火炮防盾采用了淬火硬化钢。装甲甲板厚40毫米，主炮炮座300毫米。司令塔厚100毫米。

## 舰历

### 建成至战前

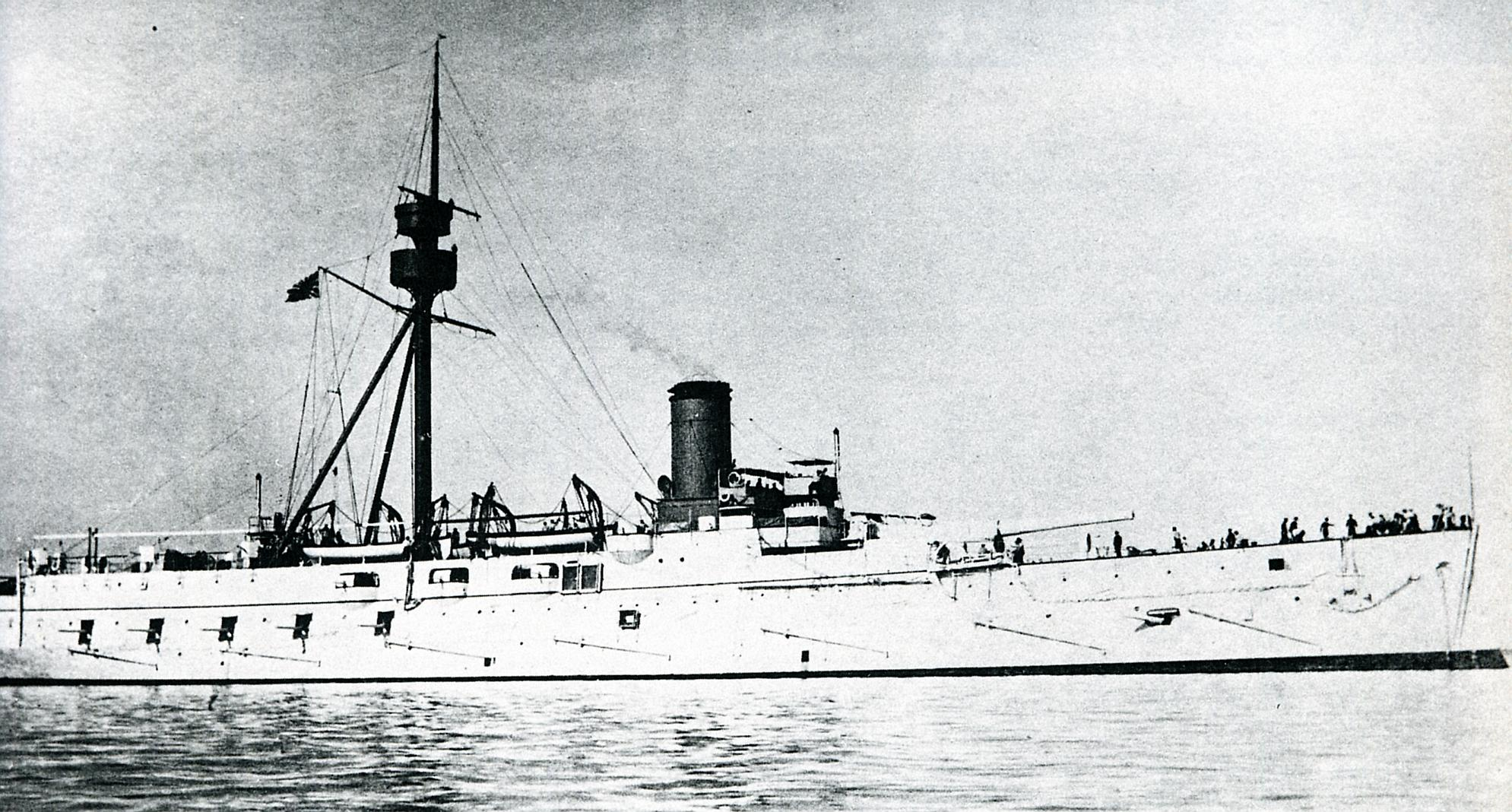
1893年的严岛号

1887年（明治20年）6月6日，日本海军为预定在法国建造的第一号海防舰选定了“严岛”一名。1888年1月7日，本舰在法国滨海拉塞讷地中海冶金造船厂开始动工兴建。1889年7月18日本舰下水。同年8月23日，日本海军将本舰划分种别为第一种军舰，入籍吴镇守府。1890年（明治23年）10月15日，严岛进行强压通风测试，录得5,905.62匹馬力（4,403.82千瓦特）。
1891年（明治24年）9月3日严岛正式服役。11月12日从法国土伦军港启程，经苏伊士运河回国，由此拉开了严岛多灾多难的返国之旅的序幕。刚出发不久严岛就连续发生多起轮机方面的故障（其中最严重的问题是后部中央锅炉（第五锅炉）因材料有问题而发生漏气等），速度大减，15日停靠在那不勒斯后，就需要在当地逗留数日进行检查和维修。11月26日严岛从那不勒斯出发，中午后部左舷锅炉（第六锅炉）就开始漏气。27日后部右舷锅炉（第四锅炉）锅炉水喷出，并且开始有少量海水渗入。28日第五锅炉又发生漏气，这时候只能用前部3个锅炉进行运转。12月1日，这次轮到第一锅炉开始漏气。无奈之下日本人只好在塞德港停留检修数日。
同年12月11日，严岛从塞得港出发，13日再次发生管道泄漏事件，迫使主机停机。15日第二锅炉少量漏气；又当天左舷主机某部件漏水。16日第一锅炉漏气，中午第三锅炉多处漏气，接着是右舷发电机故障需要停机维修。17日锅炉蒸馏水供水管道发生漏水。18日第五锅炉渗水，19日第四锅炉蒸馏水大量漏水。当天中午在亞丁入港，又要耗费时日进行维修。21日进行点火检查，确定6个锅炉中只有第二锅炉完好，其他5个都不同程度地存在漏气问题。24日返航委员长矶边汇报表示需要4天进行锅炉检修，同时对能否平安回到日本表示担忧。27日18时，严岛在亚丁进行检修后动身离港。28日01:40第一锅炉毫不意外地再次发生泄漏，两个钟头后第三锅炉也跟着开始泄漏。31日第一锅炉有部件发生膨胀，第四锅炉漏水。1892年的新年第一天倒是平安无事过去，没有新的状况发生，但好运气没持续多久，第二天（1月2日）右舷主机又开始漏水。4日第六锅炉泄漏。5日第二锅炉泄漏。6日第四锅炉泄漏，傍晚第一锅炉泄漏。7日又轮到第六锅炉。8日则是第四锅炉。17:59狼狈不堪的严岛总算熬到了科伦坡。问题不光是漏水，一路上多次因为船体摇动而导致主机气泵失灵，主机暂停；甚至船体摇动幅度达到6度就会导致气泵无法工作。
1892年（明治25年）2月9日，对于严岛的状况已经忍无可忍的日本海军方面向时任驻法公使野村靖发电，要求承建方在科伦坡大修之余，将原合同规定的从服役之日提供的一年轮机保质期，延后到从在科伦坡修理完毕之日重新算起。2月11日，法国人带着大批器材备件赶往科伦坡，预计维修时间6到8周。2月13日，矶边在科伦坡又报告了锅炉膨胀的问题，催促本国要求船厂方面派人过来修理。4月8日，严岛的火管锅炉所用烟管修理完成。13日，法方技师进行了详细的检查，对30多根存在漏气情况的烟管进行了更换。18日严岛再次从科伦坡出发，但当天第一、第四锅炉又开始发生泄漏。之后途经新加坡、香港一直到日本，一路依旧问题不断，5月21日千辛万苦终于抵达吴港。
1894年（明治27年）7月10日，日本方面为了应对随时会爆发的战争，开始重新编组舰队，各舰艇分别编入常备舰队以及警备舰队中。7月19日警备舰队改称为西海舰队，与常备舰队合称联合舰队。22日，联合舰队开始编组旗下各队，临战前作为主力的本队共编入6舰（本队第一小队联合舰队旗舰松島、千代田、高千穂；第二小队橋立、筑紫、嚴島）。7月25日，第一游击队在豐島海戰中截击护航的北洋舰队军舰。随后中日互相宣战，甲午战争爆发。

### 甲午战争
同年9月14日16时，日军集结第一游击队、本队、第三游击队、辅助舰艇护送大批运输船开始向大同江进发。由于一直没有得到北洋舰队主力的位置的确切情报，16日17时，联合舰队司令长官伊东佑亨海军中将率领本队（第一小队：舰队旗舰松岛、千代田、严岛；第二小队桥立、比叡、扶桑）、第一游击队、炮舰赤城、辅助巡洋舰西京丸出发驶向黄海北部的海洋岛，准备进行侦察行动。17日10:23在本队前面的第一游击队旗舰吉野报告发现不明煤烟。12:05伊东下令全军进入战斗状态。12:55，序列第三的严岛开始进行炮击。大约13:00前后一发210毫米炮弹击中严岛右舷鱼雷发射室，11名水兵死伤（一说为13:30，此处从官方战史）；5分钟后又有一枚150毫米炮弹击中严岛右舷，穿透船壳板从煤舱飞入，一路横扫最在后部锅炉舱爆炸，造成6人死伤。
14:26，平遠號、广丙号从登陆场赶来，由北洋舰队右翼切入战场，随后两舰绕到松岛的舷侧展开进攻。两舰的近距离突击吸引了本队的火力，代替北洋舰队主力承受了日舰的密集打击。15:15严岛恢复对定遠號和鎮遠號的炮击。严岛靠近到平远号左舷1200米距离时，再次改为向平远号射击。这段时间严岛受到平远号两发47毫米炮弹命中，其中一发击破了前甲板下左舷窗户的上部，在中甲板衣帽架引发火灾，不过很快就被扑灭；另一发从左舷侧吊床存放处穿入，命中320毫米炮炮台，导致10人身亡并引发火灾，也很快扑灭。不久严岛收到了旗舰松岛的各舰自由运动的信号，但因为要给主炮进行装填，所以严岛继续维持原定航线行驶。
整场战斗中，严岛弹药消耗量为320毫米炮5发、120毫米炮516发、重47毫米炮754发、轻47毫米炮394发、诺典菲尔德1寸炮弹药包230包。战前日军寄以厚望的320毫米主炮仅发射了5发炮弹，对北洋舰队的两艘铁甲舰取得一次命中，但是没有造成任何有效杀伤。
同年11月，日军开始在辽东半岛发起一连串的进攻作战。11月。6日天刚亮，本队（旗舰桥立、千代田、严岛、浪速、松岛）、第一游击队从里长山群岛泊地出发前往大连湾。14时舰队在大连湾距离陆地5海里的地方进行扫雷作业，日军一直忙到傍晚才确认清军并没有布雷。7日黎明日舰炮击岸边炮台，不过没有收到反击。日舰炮轰了一阵，直到发现炮台上升起了日本旗方才停止炮击。13日伊东重新换乘回松岛（序列变旗舰松岛、千代田、严岛、桥立）。21日01时舰队向旅顺口运动，05时到达崂嵂嘴炮台海湾边。06:15清军炮台首先开始攻击，日舰随后进行还击。至24日旅顺口之战基本结束，25日各舰在旅顺港外进行扫雷作业，27日返回大连湾。
同年1月19日，联合舰队各队陆续从大连湾陆续出港，20日护送着第一批运输部队抵达预定的登陆场。1月30日下午本队及第一游击队在威海卫海湾进行支援作战。16:13日舰以单纵阵展开，向日岛炮台逼近。16:40日舰抵达距离日岛7000米处，刘公岛东炮台首先开炮，稍后威海卫内的北洋舰艇也开始开火。17:05日落难以观测，日舰退出战斗。1月底至2月初，日军逐步攻陷了威海卫的外围炮台，北洋舰队残存舰艇只能困守于威海卫泊地内。2月3日10:45本队以及第一游击队再次出现在日岛4500米处，日岛和刘公岛的炮台以及北洋舰艇进行了有力的回击，迫使日舰放弃了同时进攻两处炮台的打算，而是改为先往刘公岛东南角运动，避开日岛和舰队的攻击。11:50日舰见炮击无果，遂退去。这一天的战斗中清军炮击相较1月30日的时候更为准确，落点经常在距离各日舰仅4、5米处；然而即使如此，日军依然没有舰艇受到直击弹命中，也无人伤亡。2月7日，伊东祐亨判断两次鱼雷艇袭击后，定远、来远、威远等主要舰艇坐沉，北洋舰队已经军心涣散，于是下令联合舰队总攻。第一游击队4舰跟随在本队后，同编为右军，单纵阵10节航速向威海湾东口前进，主要攻击刘公岛炮台；第二、第三、第四游击队共15艘为左军，目标为日岛炮台。07:35刘公岛东炮台首先对来袭日舰迎击；严岛序列第四，07:48在6000米距离上开炮。当天战斗严岛没有受损报告。至12日，一直苦苦支撑的威海卫清军在人员伤亡惨重、弹药告罄、援军又迟迟不至的情况下，被迫向日军投降。
日军攻陷威海卫之后，日本海军已经完全控制华北一带制海权，各舰陆续回国整修准备对南中国地区发动新的攻势。2月22日，严岛回吴港整修。3月23日上午，日军发起澎湖登陆战，浪速、高千穂、秋津洲逼近岸边与炮台交战，而本队则掩护运输船从澎湖里正角登陆。

### 十年间战时期

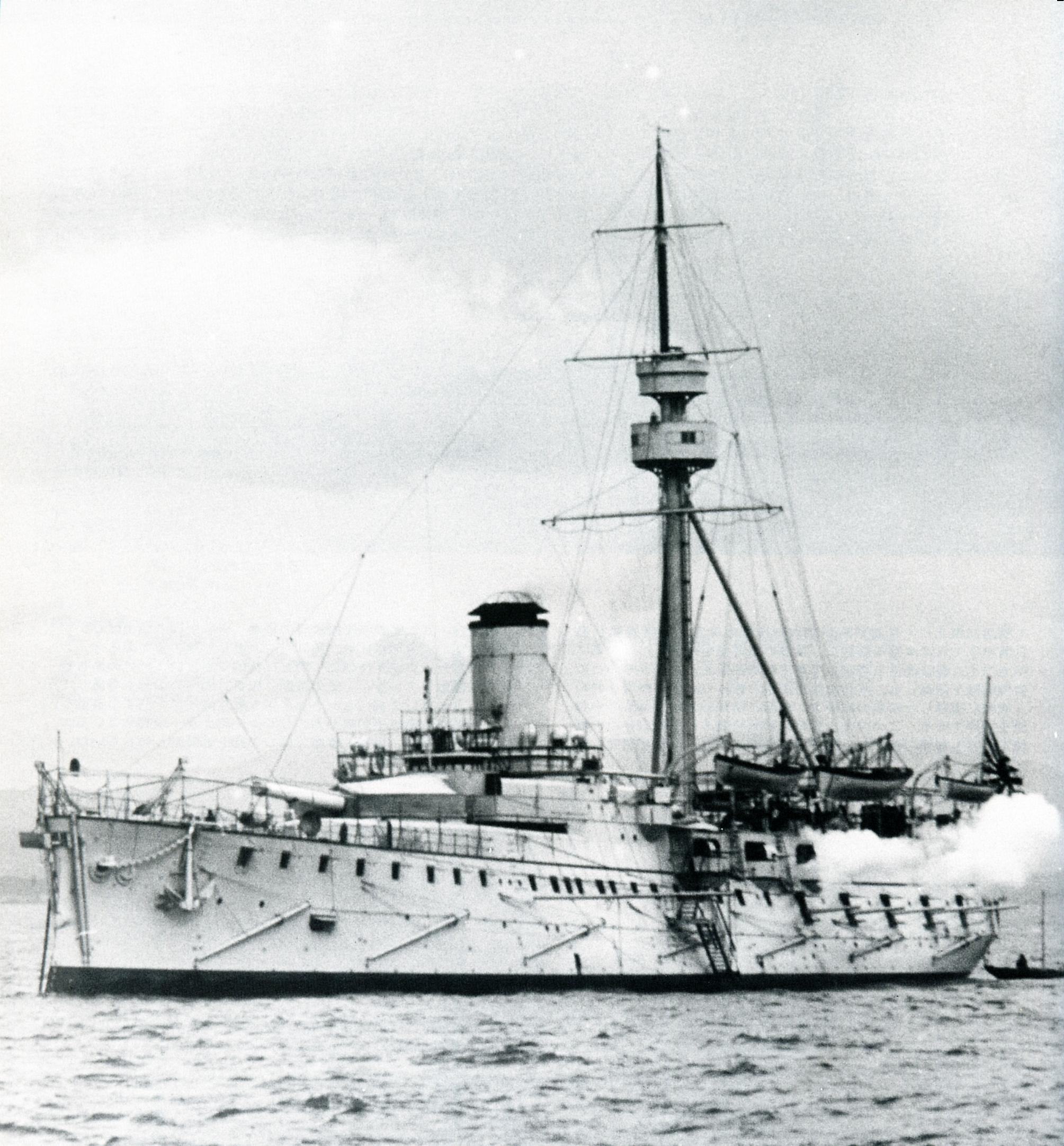
严岛号在鸣放礼炮。摄于神户，1897年

1897年（明治30年）10月29日16:30，旧式铁甲舰扶桑在爱媛县长浜町停泊时，突然撞上了松岛的舰艏撞角。随后扶桑又与严岛发生碰撞，16:57沉没。一年后日本海军才成功把扶桑打捞起来，送去维修。
1898年（明治31年）3月21日，日本海军制定了军舰及鱼雷艇类别表，将排水量3500吨以上、7000吨以下者列为二等巡洋舰。根据这一规定，共有9艘军舰划入二等巡洋舰之列，严岛也在其中。
甲午战争后严岛一直深受锅炉问题所困扰。1900年（明治33年）2月时，锅炉漏气情况非常严重，压力不足导致航速只能达到12.5節（23.2每小時）。同年有关方面将舰上的37毫米机关炮替换成了6挺马克沁机枪。义和团运动时，8月18日严岛从吴港出发，22日抵达吴淞，保护日本在上海的利益。11月11日离开吴淞回国。
1901年（明治34年）2月25日，严岛、桥立从横须贺出发进行远洋航海训练，遍及马尼拉、巴达维亚、香港、仁川、元山和符拉迪沃斯托克（中文旧称海参崴），8月14日返回横须贺。回国后严岛接受了一次大规模的改装，将老式的圆形锅炉替换成更可靠的贝尔维尔式锅炉，同时将舰上的轻武器改换成两门76毫米速射炮和18门哈奇开斯47毫米机关炮。
1903年（明治36年），严岛又进行了一次远洋航海训练，路程大致与1901年相同。
1903-1904年间，日本和俄国之间为了争夺在朝鲜的权益而展开了激烈的竞争。1903年12月下旬日本将常备舰队解散，重新编成为第一、二、三舰队，其中第一、第二舰队编组为联合舰队，片冈七郎海军中将的第三舰队则停泊于吴军港以及竹敷要港待命。此时严岛已经退居二线，因此编列入第三舰队第五战队（舰队旗舰嚴島、鎮遠、橋立、松島），司令山田彦八海军少将。

### 日俄战争
1904年（明治37年）2月8-9日夜间日本对驻泊在旅顺港（俄方称亚瑟港）的太平洋舰队旅顺分舰队突然发动鱼雷袭击，日俄战争爆发。同年3月4日，第三舰队编入联合舰队。此后第五战队也投入到对旅顺港的封锁行动中去。
同年6月23日05:40，日军负责监视港口的驱逐舰发现侦察防护巡洋舰诺维克号及一批舰艇从黄金山下出港。收到警报的日本舰艇立即从裏长山群岛泊地出航。
同年6月23日05:40，困守在旅顺的旅顺分舰队试图突围，日军主力尽出进行堵截。当天第五战队（严岛、桥立、八重山；镇远、松岛在大窑口海湾）收到警报后，严岛、桥立立即赶往遇岩。这次实际上是太平洋舰队旅顺分舰队的一次突围尝试，诺维克号、巴扬号、佩列斯韦特号、波尔塔瓦号、塞瓦斯托波尔号、帕拉达号、阿斯科利德号、狄安娜号等8艘主要舰艇率先抵达馒头山东南岸。11:00左右皇太子号、胜利号、列特维赞号也已经出港。面对倾巢出动的俄舰，日舰主力尚未抵达，此时在遇岩仅有少量舰艇。18:15日军主力赶到，20:00无心恋战的俄舰开始调头往北撤退。第五战队一度尝试追击无果。
8月9日，诺维克号带领若干炮舰、驱逐舰再次来到鲜生角东湾，这次第五战队4舰全体迎战，俄舰稍作交火便行退去。山田下令追击，交战中严岛14人战死、15人负伤；没有对俄舰的命中记录。8月10日俄舰被迫再次尝试突围，黄海海战爆发。当天严岛在里长山群岛维修，没有赶上这次战斗。 
同年12月10日20:10，防护巡洋舰明石在进行巡逻时在遇岩以南11海里处触雷，舰身剧烈震动。爆炸在右舷前部造成严重破损，使得前部粮舱注满了水，导致舰艏下沉，舰体右倾。正在旁边的嚴島、橋立两舰赶了过来进行协助。最终12日明石成功返回泊地。
同年12月下旬，旅順會戰进入尾声，第一太平洋舰队（原太平洋舰队）已经全军覆没，而由齐诺维·罗杰斯特文斯基海军少将率领、从波罗的海舰队抽调舰艇而编成的救援舰队（第二太平洋舰队）正在一路杀来。联合舰队决定进行整修，以应对即将来临的决战。为此联合舰队重新进行整编，第五战队（舰队旗舰嚴島、鎮遠、松島、战队旗舰橋立、通报舰八重山）改由武富邦鼎海军少将出任司令。
1905年2月8日，严岛返回吴海军工厂进行大修。这次修理一直持续到3月22日。
1905年5月27日，俄国第二太平洋舰队在对马海峡遭遇联合舰队主力拦截。当天早上，第五战队接到俄国舰队的目击报告后立即从尾崎湾出发，09:55到达神埼南偏东7.5海里（13.9）处。之后第五战队在俄舰左舷4—5海里（7.4—9.3）的地方徘徊。中途俄舰一度转向，靠近第五战队至射程范围内并对其进行攻击，第五战队于是退后了一些进行避让。14:10双方主力舰开始交战，于是第五、第六战队迅速靠近，试图寻找战机。15:15日舰发现奥列格号在内的俄国巡洋舰分队。俄舰首先开火，第五战队则一直引而不发，同时继续拉近距离。至16:10俄国巡洋舰已经和第三、第四、第六战队扭打在一起，第五战队全速靠近，17:08松岛在7000米距离上开火。当天第五战队的交战时间相比其他战队要短得多，因此损伤极为轻微；严岛没有损伤记录。
27日深夜日军除驱逐舰外其余舰艇退往郁陵岛重新集结。28日凌晨日军开始进行搜索。05:00第五战队首先发现了俄国残存主力的踪迹。第五、第六战队一路尾随在俄舰，与赶来的第一、第二战队前后夹击。最终俄国残存主力各舰向日军投降。
同年6月14日，日本方面重新调整编组，原第五战队大部转入第四舰队第八战队旗下（严岛、桥立、松岛）。19日联合舰队下令，第八战队临时配属到第三舰队内，负责警戒对马海峡。

### 战后至结局
1906、1907、1914年，严岛多次搭载军官候补生进行远洋航海训练。
1912年（大正元年）8月28日，日本海军修改了舰艇分类，将严岛划入二等海防舰（7000吨以下）。
1914年（大正3年）8月4日，严岛当天正停泊在吴港内，当晚20:10吴镇守府突然紧急召集各舰舰长参加会议。22:37一名军官携命令登上严岛，要求在次日上午7点前为平戶、生駒两舰各补充水兵30人。第一次世界大战爆发后，严岛一直在吴港等各港口负责警戒。
1919年（大正8年）4月1日，严岛退出军舰役，改列为杂役船，并更名为“严岛丸”。
1920年（大正9年）7月1日，严岛丸重新列为特务艇（日本海军对扫雷、布雷、修理、鱼雷母舰等军用舰艇的称呼），重新改回原名“严岛”。并作为潜艇母舰、潜水学校宿舍船使用。9月15日再次列为杂役船。
1925年（大正14年）4月14日，列为废弃船。1926年（大正15年）3月12日，从日本海军中除籍。1939年（昭和14年）10月14日，出售给舞鹤饭野商事会社吴支店。1940年（昭和15年）7月在吴市吉浦拆解。

## 艦長
下表系根据《日本海軍史》第9、10卷，以及《官報》进行整理。
返航委員長
- 磯边包義 海军大佐:1890年9月24日 - 1892年6月6日

艦長
- 磯边包義 海军大佐:1891年4月13日 - 1892年7月12日
- 伊地知弘一 海军大佐：1892年9月5日 - 1894年2月26日
- 尾形惟善 海军大佐：1894年2月26日 - 3月21日
- 横尾道昱 海军大佐：1894年6月28日 - 12月17日
- 有馬新一 海军大佐：1894年12月17日 - 1895年6月5日
- 松永雄樹 海军大佐：1895年9月28日 - 1896年8月13日
- 平尾福三郎 海军大佐：1896年8月13日 - 1898年10月1日
- 齋藤實 海军大佐：1898年10月1日 - 11月10日
- 舟木錬太郎 海军大佐：1898年11月10日 - 1899年3月22日
- 細谷資氏 海军大佐：1899年3月22日 - 1899年10月13日
- 新島一郎 海军大佐：1900年6月19日 - 1901年8月30日
- 松本和 海军大佐：1902年10月23日 - 1903年9月26日
- 成田勝郎 海军大佐：1903年10月15日 - 1904年6月19日
- 丹羽教忠 海军大佐：1904年6月19日[95] - 1905年1月12日
- 土屋保 海军大佐：1905年1月21日 - 1906年10月12日
- 名和又八郎 海军大佐：1906年10月12日 - 1907年8月5日
- 小花三吾 海军大佐：1907年8月5日 - 1908年9月1日
- 田中盛秀 海军大佐：1908年9月1日 - 12月10日
- 笠間直 海军大佐：1908年12月10日 - 1909年12月1日
- （兼）小黑秀夫 海军大佐：1910年6月3日 - 6月22日
- 田所广海 海军大佐：1910年6月22日 - 9月28日
- 秀島成忠 海军大佐：1910年12月1日 - 1911年12月1日
- 南里团一 海军大佐：1911年12月1日 - 1913年11月5日
- 久保来復 海军大佐：1913年11月5日 - 1914年8月23日
- 增田高頼 海军大佐：1914年12月1日 - 1915年5月1日
- （兼）冈田三善 海军大佐：1915年5月1日 - 1916年3月15日
- （兼）本田親民 海军大佐：1916年3月15日 - 12月1日
- （兼）糸川成太郎 海军大佐：1916年12月1日 - 1918年12月1日[96]
- （兼）福田貞助 海军大佐：1918年12月1日 -